# Tales of Symphonia
 (février 2015).
Tales of Symphonia (テイルズ オブ シンフォニア, teiruzu obu shinfonia) est un jeu vidéo de rôle développé par Namco Tales Studio et édité par Namco. Il s’agit du cinquième opus de la série des Tales of. C’est le troisième de la série à être publié en Amérique du Nord et le premier à paraître en Europe. Le jeu est publié à partir de 2003 sur GameCube et, uniquement au Japon, sur PlayStation 2. Il est également sorti sur PlayStation 3 dans la compilation Tales of Symphonia Chronicles. Une version remastérisée est sortie en février 2023 sur Nintendo Switch, PlayStation 4 et Xbox One, avec une compatibilité sur PlayStation 5 et Xbox Series.
Le scénario du jeu prend place dans un monde nommé Sylvarant. Celui-ci est en proie à une pénurie de mana, qui est la source vitale de toute chose. Les Humains qui vivent dans ce monde subissent en outre la persécution des Désians, une organisation composée de Demi-Elfes qui les exploitent. La pénurie de mana et l’invasion des Désians s’expliquent par le sommeil dans lequel est tombé la déesse Martel. Afin de la réveiller, les Anges doivent désigner un Élu qui devra accomplir le périple de la régénération du monde à la Tour du Salut.
Le jeu se déroule globalement de manière linéaire dans un monde en 3D, même si le joueur peut parfois choisir l’ordre des quêtes à accomplir. Les combats ont lieu dans un environnement 3D, mais le joueur ne peut se déplacer que selon un axe horizontal, celui-ci variant suivant l’ennemi qui est ciblé.
Cet opus est le premier de la série des Tales of à parvenir en Europe et a été très bien accueilli. Il a par la suite été adapté en manga et en OAV. Il connaît aussi une suite directe sur Wii, Tales of Symphonia: Dawn of the New World, moins bien reçue par la critique.

## Intrigue
Le jeu commence dans le monde imaginaire de Sylvarant. Une voix off raconte, à la façon d'un conte, que la déesse Martel a besoin d'être réveillée, autrement le monde dépérira. Colette Brunel, une jeune femme naïve à la chevelure blonde, se voit désigner comme l'Élue : on attend d'elle qu'elle se transforme en ange et "régénère le monde". Car Sylvarant, misérable, est souillé par l'action des Désians, une faction armée et puissante responsable des famines. Le joueur réalise par la suite quelles sont les exactions des Désians, et de désillusion en désillusion, se rend compte qu'il comprenait au début le monde imaginaire aussi mal que les personnages qui y vivent.

## Synopsis
Deux pays, Tesseha'lla et Sylvarant, se livrèrent guerre. Cette guerre fit dépérir l'Arbre de Kharlan, qui fournissait une quantité infinie de mana, énergie essentielle à la vie. Mithos et ses trois compagnons, Martel, Yuan et Kratos, mirent fin à la guerre ; Mithos entre dans l'Histoire avec la figure d'un héros. Lorsque Martel mourut, elle dit à Mithos, son frère, qu'elle veut que la discrimination disparaisse de ce monde. En effet, il existe une haine mutuelle très dure entre les humains et les demi-elfes, et Mithos, un demi-elfe, l'a vécue. Mû par la haine, il interprète la dernière volonté de sa sœur de travers et se plonge dans une idée d'élimination de la race humaine. Possesseur de l'Épée Éternelle, créée par l'esprit originel Origin, Mithos a le pouvoir de faire des choses transcendantes. Il sépare le monde en deux et établit ce faisant un système dans lequel Sylvarant et Tesseha'lla sont condamnés à se disputer le mana : pendant que l'un prospère, l'autre dépérit. C'est à ce système que fait référence l'image du Soleil et de la Lune sur le logo du jeu.
4 000 ans plus tard, le jeu commence avec la quête initiatique de Lloyd, personnage principal de l'aventure et fils caché de Kratos. Les êtres humains n'ont toujours pas disparu mais Mithos est le maître du Cruxis, une organisation religieuse qui a une assise sur Sylvarant comme Tesseha'lla, ainsi que d'une force armée, les Désians. Il est en fait le maître des deux mondes, bien que les populations l'ignorent. Au début du jeu, Sylvarant est le monde en déclin, et son mana est aspiré par Tesseha'lla. Lloyd, orphelin élevé par un Nain à Sylvarant est l'ami de Colette, l'Élu censée rétablir l'équilibre en faveur de Sylvarant. Ni Lloyd ni les autres habitants de son village n'ont idée de l'existence d'un autre monde que Sylvarant, car les autorités du Cruxis veillent à les maintenir dans l'ignorance. La position de faiblesse de Sylvarant dans cette lutte pour le mana justifie les habituels standards de l'heroic fantasy : les combats à l'épée, les attaques magiques, l'absence de high-tech, villages et hameaux peu développés... Mais ceux-ci vont se mêler à d'autres éléments davantage inspirés de la science-fiction à mesure que les héros vont découvrir la vérité cachée par le Cruxis et surtout explorer le monde plus prospère de Tesseha'lla.

## Personnages principaux

### Lloyd Irving
C'est le personnage principal de l'histoire et du jeu. Jeune homme fougueux, orphelin et élevé par un Nain, il est le premier personnage contrôlé par le joueur. Il habite près du village des oracles, Isélia où vivent également ses amis Génis et Colette, ainsi que leur professeur, Raine. Son désir de justice et sa volonté d'aider autrui se transforme rapidement en vengeance à l'encontre des Désians qui exploite des humains près d'Isélia. Plutôt ingénu que naïf, il combat pour le bien et n'hésite pas à critiquer les autorités, révéler les contradictions de leurs mythes et agir pour changer le monde. Lloyd n'est pas très cultivé, il ne connait même pas ses tables de multiplication, mais il sait lire et dispose tout compte fait d'assez bonnes capacités de raisonnement. Toujours prêt à aider les autres, Lloyd est capable de mettre ses soucis personnels de côté lorsque la cause pour laquelle il se bat est plus importante.

### Colette Brunel
Élue de Sylvarant, elle semble être l'héroïne au début de l'histoire, mais son véritable rôle est révélé à un tournant du jeu. Naïve et bienveillante, Colette va jusqu'à proposer l'amitié à une ninja qui tente de la tuer. Elle a grand cœur et est prête à se sacrifier pour que les gens vivent heureux. Contrairement à Lloyd, Colette n'a jamais été capable de comprendre que le périple de l'Élue n'était qu'une supercherie, et elle garde sa foi en la déesse Martel jusqu'à la fin du jeu. Colette est apologétique, c'est-à-dire qu'elle s'excuse en permanence. Sa maladresse teintée de chance fait qu'elle exerce un certain charme auprès des joueurs qui se sont attachés à elle.

### Génis Sage
Il est le petit frère de Raine. C'est un garçon très scolaire. Magicien, il a aussi des notions scientifiques. C'est le meilleur ami de Lloyd et c'est celui qui parvient souvent à raisonner le caractère impulsif de ce dernier. Âgé de 12 ans dans Tales of Symphonia, il est le plus sensible aux appels à la haine des demi-elfes Désians. Malgré ses excellents résultats à l'école, Génis est avec Colette un des personnages les plus crédules. Il éprouve des sentiments amoureux envers Préséa.

### Raine Sage
Elle est la grande sœur de Génis. Passionnée par les ruines, elle est institutrice au village d'Isélia, et compte parmi ses élèves Lloyd, Génis et Colette. Raisonnable, astucieuse, objective et altruiste, elle incarne une figure de sagesse et d'autorité auprès de Lloyd, Génis et Colette. Elle accompagne Colette dans son périple pour la régénération du monde. Elle découvre sur le tard qu'elle et son frère et élève Génis ne sont pas nés à Sylvarant mais à Tesseha'lla, et que sa passion pour les ruines lui remonte à un souvenir d'enfance : sa mère Virginia les a fait quitter Tesseha'lla via les menhirs de la Porte d'Outre-monde afin que ses enfants, des demi-elfes, échappent à la persécution. Sa mère est encore vivante, mais sa rencontre avec sa fille adulte se déroule de manière tragique.

### Zélos Wilder
Il est l'Élu de Tesseh'alla. Contrairement à Colette qui est une vierge, Zélos est un Don Juan: débauché et séducteur. Issu d'une famille de nobles, Zélos n'a jamais vraiment connu la pauvreté et a reçu une éducation anti demi-elfes. Sa proximité avec Raine et Génis, devenus ses compagnons, l'amène à être plus tolérant vis-à-vis de cette frange de la population. Histrion complet, la facilité qu'a Zélos à rire de tout cache en fait une profonde faiblesse, qui l'incite à oublier toutes convictions et se ranger du côté des plus forts. Une fin alternative dans laquelle il met fin à ses jours démontre que malgré ses fanfaronades, c'est une personne triste avec un profond manque de confiance en soi.
La lignée des élus étant manipulée par l'église afin de créer un corps parfait pour Martel, il est issu d'un mariage forcé et malheureux. Son père, l'élu précédent a également eu une fille, Seles, avec une autre femme. Cette dernière a tenté de tuer Zélos pour que sa fille hérite de sa position d'élu. Elle a échoué, mais la mère de Zélos y a perdu la vie. En représailles des actions de sa mère, Seles est enfermée dans une abbaye et ne pourra en sortir qu'en cas de décès de Zélos pour prendre sa place. Dégoûté par sa position et considérant que sa sœur serait une meilleure Élue que lui, une des principales motivations de Zélos pour suivre le Cruxis est la promesse qu'il sera libéré de sa condition.

### Sheena Fujibayashi
On rencontre cette femme ninja alors qu'elle cherche à assassiner Colette. Dès le début et au mépris du bon sens, Colette a voulu lui tendre la main. Par la suite cet excès de naïveté n'a pas si mal tourné puisque Sheena, retrouvée mourante par le groupe, a accepté de se joindre à eux, pour finalement leur expliquer sa motivation. Elle vient d'un autre monde, Tesseha'lla, qui dépérira par un manque de mana si Colette, l'Élue de Sylvarant, réussit son périple. Le principe étant que le mana ôté à Tesseha'lla est du mana offert à Sylvarant... Sheena se rangera par la suite à l'idée que le système de dispute du mana doit prendre fin et que tous devraient y avoir droit. Entre-temps, Sheena parvient à détruire l'une de ses bêtes noires, la hantise de son échec face à l'esprit originel Volt qui a plongé dans le coma du chef de son village. 

### Préséa Combatir
Elle est, plus que les autres encore, une victime. Âgée de 28 ans, une expérience de Cristal du Cruxis dont elle a été l'objet a bloqué sa croissance de son corps depuis qu'elle a 12 ans, sa petite sœur Alicia a été tuée par accident par son amant, et Préséa a laissé son père mort dans un lit, inconsciente de son sort. Elle est en outre une esclave de Rodyle et les gens de son village la rejettent car ils la pensent maudite. Prise en pitié par le groupe elle a été guérie avec la fabrication d'un serti-clé, mais il reste manifestement des séquelles puisqu'elle parle très peu et a énormément de mal à exprimer ses sentiments.

### Régal Bryant
C'est un ex-chef d'entreprise. Sa société, la compagnie Lézaréno, avait pour politique d'améliorer le quotidien de la population. Tombé amoureux d'une de ses servantes, Alicia, Régal découvre avec effroi que l'implantation d'une exsphère a fait d'elle un monstre. Souffrante et perdant peu à peu la raison, Alicia demande la mort à Régal qui la tue de ses propres mains. Bien que le vrai responsable soit la bande de Varley qui a implanté l'objet maléfique sur elle, Régal s'en est toujours voulu et a demandé à se faire emprisonner. Il passe un certain temps en geôle hanté par ce crime, il garde ses menottes même une fois sorti de prison en signe de pénitence.

### Kratos Aurion
Il a vécu pendant environ 4 000 ans. Compagnon de Mithos, Martel et Yuan mais surtout ancien professeur des deux premiers, ils ont mis fin ensemble à la guerre antique de Kharlan. Lorsque Mithos en maître du monde a commencé à exterminer la race des humains, Kratos, résigné, le laisse faire. Stoïque et mystérieux, il trahit le groupe mais se range in fine du bon côté.
Colette étant le vaisseau parfait pour Martel, il se voit confier la tâche de la surveiller afin qu'elle réussisse la régénération du monde. À l'issue de celle-ci, il révèle son statut aux héros et s'attaque à eux mais Lloyd remarque qu'il retient sa force contre eux. Plus tard Yuan dévoile que Kratos est en fait le père de Lloyd, et le héros comprend donc le fait qu'il ait hésité à le tuer à la Tour du Salut. Il rencontre ensuite l'équipe à plusieurs reprises leur enjoignant d'arrêter leurs actions et de prendre patience. Il révèle son plan à la fin du jeu : il a réussi à créer un artefact permettant à Lloyd de manipuler celui qu'a utilisé Mithos pour diviser le monde en deux : l'épée du plus puissant esprit originels nommé Origin, qui ne peut normalement être manipulée que par un demi-elfe. Kratos étant lui-même le sceau d'Origin, il cherche également à se sacrifier pour permettre à Lloyd d'en prendre possession mais est sauvé par Yuan. En fonction des choix faits dans le jeu, il peut également réintégrer l'équipe vers la fin du dernier acte.

### Mithos Yggdrasill
Il est l'antagoniste du jeu. Apparaissant tantôt dans le corps de Mithos, un jeune garçon aux yeux bleus, tantôt de corps sous sa forme adulte nommée Yggdrasill. Il a régné depuis 4 000 ans sur les trois mondes de Sylvarant, Tesseha'lla et Derris-Kharlan en maître complet. Ce n'est pas un méchant menace mais plutôt un méchant établi, ce qui est assez rare dans les fictions d'aventure. Responsable de la séparation des deux mondes et de la dispute du mana, il est à la fois le chef du Cruxis, l'organisation religieuse qui contrôle les populations humaines, et des Désians, une organisation de crapules racistes qui effectuent des razzias, terrorisent et tentent in fine d'exterminer le genre humain. Demi-elfe devenu ange, Mithos pense que la seule façon d'éliminer la discrimination est que tout le monde soit pareil. Il accuse les protagonistes dirigés par le joueur de faire la même chose que lui, et le désaccord se cristallise sur le fait que le groupe pense que ce n'est pas le cas.

### Martel Yggdrasill
Sœur de Mithos, elle a perdu la vie, assassinée pendant la grande guerre. Afin de la préserver, Mithos a fusionné son âme avec les restes de l'arbre de Kharlan, source du mana sur Terre : la grande graine. Leurs destins sont donc liés et la résurrection de Martel signifierait la perte de la graine et donc la fin du monde, et la germination de la graine la fin de l'âme de Martel. Sa dernière volonté était que le monde devienne un lieu sans discrimination, volonté mal comprise par Mithos. Ce dernier créa ensuite l'église de Martel, afin d'influencer des mariages pouvant aboutir à un enfant capable de servir d'hôte pour l'âme de Martel, le résultat final étant Colette. Temporairement revenue à la vie dans le corps de Colette, elle désapprouve les actions de son frère et disparait d'elle-même peu avant la fin du jeu.

### Yuan Ka-Fai
Ancien compagnon de Mithos et Kratos, il est l'un des quatre séraphins du Cruxis mais dirige également dans l'ombre les Rénegats, une organisation s'opposant au Cruxis et plus particulièrement à la résurrection de Martel. Yuan était le fiancé de cette dernière et considère que les actions de Mithos vont à l'encontre des dernières volontés de sa sœur. Comprenant que Lloyd est le fils de Kratos, il tente à plusieurs reprises de le capturer pour empêcher Kratos de contrecarrer ses plans. Il lui arrive cependant de les assister et leur permet de passer d'un monde à l'autre à volonté.

### Abyssion
Abyssion est l'ennemi le plus puissant du jeu. Il prétend être un chasseur de démons affaibli par des armes maudites ; et affirme qu'un seigneur du Mal appelé Nébilim tenta jadis de dominer le monde grâce à ses pouvoirs maléfiques avant d'être vaincu par un héros ancêtre d'Abyssion utilisant neuf armes. Avant de disparaitre le seigneur noir aurait maudit ces neuf armes ainsi que la descendance du chasseur de démons. Abyssion demande au joueur de les rechercher pour lui car il est affaibli par la malédiction des armes. Mais corrompu par l'immense pouvoir de ces armes dans lesquelles le seigneur des ténèbres a laissé ses pouvoirs, il trahit le groupe et les utilise contre les personnages après une scène dans le temple de l'obscurité où il devait être enfermé.
Pour le battre, il est nécessaire d'enchaîner rapidement les attaques et d'être à un niveau élevé. Privilégier les esquives si possible car la récompense de la victoire est de taille, les armes deviennent les plus puissantes du jeu et leurs pouvoirs augmentent en fonction de la progression du personnage (Lloyd en est le plus favorisé).

## Système de jeu
Tales of Symphonia propose des combats en temps réel. Le joueur contrôle directement son personnage lors des combats, sans passer par une phase d’ordres, contrairement à d’autres jeux de rôle. Il est possible de jouer à quatre simultanément, chaque joueur contrôlant un personnage. Il est possible de donner des stratégies aux personnages contrôlés par la console. Notons que le mode multijoueur n'est accessible que durant les combats : seul un personnage peut être joué durant les phases d'exploration.
Le joueur inflige des dégâts aux ennemis en utilisant des attaques dites normales, des coups spéciaux ou des magies, ces deux derniers nécessitant des Points de Magie (PM).
Une attaque normale varie selon l’inclinaison du stick directionnel. Il est également possible de réaliser des combos.
En plus du système d’expérience traditionnel, il est possible d’améliorer les capacités d’un personnage de différentes façons :
- Chaque personnage possède un titre faisant varier le nombre de points de statistique (Attaque, Défense, etc.) obtenu lors de chaque changement de niveau. Les titres s’acquiert de différents façon (montée de niveau, avancement dans la quête principale ou une quête secondaire, action spécifique réalisée en combat...)
- Le système des Gemmes EX permet d’attacher à un personnage de une à quatre gemmes qui augmenteront ses statistiques et lui apporteront de nouvelles capacités. Lorsqu’une bonne combinaison de gemmes est établie, des effets supplémentaires sont rajoutés, qui peuvent agir en combat ou sur le terrain (ex : l’effet Personnel de Lloyd vous permettra de vous déplacer plus rapidement sur le terrain).
- Selon les Gemmes EX équipées sur chaque personnage, celui-ci sera plus porté sur la force ou sur la technique. Selon le style choisi, le personnage apprendra des techniques et des magies différentes, dont l’efficacité, bien qu’équivalente, dépendra du style de combat de prédilection du joueur (force brute ou style tactique). Toutes les techniques et magies apprises peuvent être oubliées, dans le but d’apprendre la technique ou la magie équivalente de l’autre style. Cette possibilité permet de personnaliser les techniques des personnages à l’envi, avec cependant une limitation : une technique de niveau 3 ne peut être apprise que si la technique précédente de niveau 2 a été apprise. Par conséquent, vous ne pouvez acquérir une technique de niveau 3 du style force, si vous avez auparavant appris la technique de niveau 2 du style technique.

Exemple avec Lloyd : le niveau 2 de la technique Croc démoniaque est, au choix, Super croc démoniaque ou Double croc démoniaque. Le premier est une onde de choc qui s’étend en forme de cercle autour de Lloyd, et le second correspond tout simplement à deux Crocs démoniaques lancées successivement. Si le premier est plus puissant (style force), il n’est efficace qu’au corps à corps, alors que le second, peu pratique au corps à corps de par sa lenteur d’exécution, est efficace à distance, surtout si la cible est déjà immobilisée par d’autres attaques alliées.
Un système de cuisine est également présent : en trouvant des cuisiniers caché dans les décors, il est possible d'apprendre des recettes. Chaque personne a pour chaque recette les mêmes ingrédients obligatoires mais une maîtrise de la recette et des ingrédients optionnels différents. Les ingrédients, nombreux et variés, sont trouvables un peu partout (achat aux boutiques, obtenable sur certains monstres...). En cuisinant un plat, un personnage pourra augmenter sa maîtrise de la recette (jusqu'à un certain point), ce qui permettra d'en augmenter les effets voir de les diversifier (ajout automatique de nouveaux ingrédients optionnels pour le personnage). Les effets de la recette sont variés (récupérations de PV et de PM, augmentation temporaires de statistiques). La cuisine fait effet sur tout le groupe mais il n'est possible de cuisiner qu'une seule fois entre chaque combat.

## Accueil

### Critiques
Le jeu reçoit de très bonnes critiques à sa sortie, en France comme dans le reste du monde. Gregoire Hellot de Gamekult le décrit comme “un des meilleurs RPG de l'année” notamment en raison de ses graphismes au charme fou, d'un système de combats dynamique et galvanisant ainsi que des personnages très forts et attachants. 
Jeuxvideo.com souligne des qualités similaires et va jusqu'à qualifier Tales of Symphonia de “RPG à ne manquer sous aucun prétexte [...] Nul doute que ce titre laissera son empreinte dans le coeur de tout amateur de RPG”

## Adaptation

### Manga
Le manga a été publié en France en 2005 par Ki-oon, il est issu du jeu. L'histoire est la même à part quelques variantes, comme le fait que Génis et Raine soient des demi-elfes, est dévoilé aux combats contre Magnus et le cadeau d'anniversaire de Colette n'est pas donné au début. 

### Anime
Une série d’OAV est sortie au Japon à partir de 2007. Elle est divisée en 3 parties. La première, nommée Tales of Symphonia The Animation, correspond au début du scénario du jeu jusqu’à l’arrivée à la Tour du Salut. Elle est constituée de 4 épisodes de 30 minutes et d’un épisode spécial de 15 minutes suivi d’un épisode spécial de 6 min (paru en 2008). En 2009, la deuxième partie, intitulée Tales of Symphonia The Animation: Tethe’alla hen, est publiée. Elle est composée elle aussi de 4 épisodes de 30 minutes, ainsi que d’un épisode spécial paru en 2010. Comme son nom l’indique, elle correspond au scénario du jeu qui se déroule dans le monde de Tesseha’lla. Enfin, la dernière partie, Tales of Symphonia The Animation: Sekai tougou hen, comporte 3 épisodes de 45 minutes. La réunification des deux mondes y est abordée.